# Higashi-ku (Hiroshima)
Higashi-ku (東区?) è uno degli otto quartieri amministrativi della città di Hiroshima, in Giappone.